# شهرستان شابلیکینسکی
شهرستان شابلیکینسکی (به لاتین: Shablykinsky District) یک شهرستان در روسیه است که در استان اریول واقع شده‌است.